# Phocaea (planetka)
(25) Phocaea je planetka nacházející se v hlavním pásu asteroidů. Její průměr činí přibližně 75 km. Byla objevena 6. dubna 1853 francouzským astronomem J. Chacornacem. Své pojmenování nese po starořeckém městě Fókaia.